# Perinereis monterea
Perinereis monterea är en ringmaskart som först beskrevs av Chamberlin 1918.  Perinereis monterea ingår i släktet Perinereis och familjen Nereididae. Inga underarter finns listade i Catalogue of Life.